# Alain Delorme (photographe)
Pour les articles homonymes, voir Delorme.
Ne doit pas être confondu avec Alain Delorme (chanteur).
Alain Delorme est un photographe français né en 1979.

## Biographie
Alain Delorme a étudié la photographie à l’école des Gobelins puis à l’université Paris VIII. Il vécut et a travaillé à Paris.

## Œuvres
En 2007, Alain Delorme est lauréat du prix Arcimboldo pour sa série « Little Dolls ». Celle-ci reprend les codes de la photographie familiale, et montre des petites filles posant devant un gâteau, aux allures étrangement féminines. Ces images nous incitent à réfléchir à la place de l’enfant dans notre société, au phénomène des Lolitas et plus largement à la conception occidentale de la beauté.
En 2010, Alain Delorme réalise la série « Totems »,. Ce sont ici les codes de la photographie de reportage qui font l’objet d’une réappropriation. L’auteur propose, à l’heure de l’Exposition universelle, une vision remodelée de la nouvelle urbanité chinoise. Les rues de Shanghai se hérissent ainsi de « Totems » ambulants, assemblages précaires d’objets ordinaires. Pays de la démesure, nouveau temple de la consommation, usine du monde : la Chine d’aujourd’hui est perçue comme le lieu de tous les possibles. Alain Delorme nous met alors face à notre propre crédulité, à nos propres fantasmes.
En 2013, il crée la série « Murmurations-Ephemeral Plastic Sculptures », où il joue là encore sur un principe de double lecture et d’accumulation. Au charme éphémère d’une nuée d’oiseaux, d’une murmuration, se substitue très vite une vision plus inquiétante : ce ballet, quasiment calligraphique, se révèle être une formation de milliers de sacs en plastique, symboles même de notre société de consommation. Et l’on s’aperçoit alors qu’il n’y a plus d’horizon.

## Expositions personnelles
2006-2014
- Galerie Le Lieu, Lorient, France[6].
- Galerie Taubert Contemporary, Berlin, Allemagne.
- Galerie Magda Danysz, Shanghai, Chine.
- Galerie Bacqueville, Lille, France.
- Le Radar, Bayeux, France.
- Salle Rekalde, Bilbao, Espagne[7].
- Galerie Brandt, Amsterdam, Pays-Bas.
- Le Bon Marché / Rive Gauche, Paris, France.
- Galerie Magda Danysz, Paris, France.
- Galerie 360°, Tokyo, Japon.
- Galerie Cosmos, Paris, France.
- Centre d'art Image/Imatge, Orthez, France.

## Expositions collectives
2003-2014
- Festival Images, Vevey, Suisse[8].
- "Free Ride Art Space", Fabbrica del Vapore, Milan, Italie
- "Overlook", galerie Magda Danysz, Shanghai, Chine.
- "Inaugurations partagées", Galerie Bacqueville, Lille, France.
- Mapamundistas, Pampelune, Espagne.
- 20e mois de l'Image, Dieppe, France.
- Galerie de l'École Nationale Supérieure d'Art de Nancy, France.
- Kyungpook National University Art Museum, Daegu, Corée du Sud.
- 10 ans du Prix Arcimboldo, L'imagerie de Lannion, France.
- Seoul International Photography Festival, Séoul, Corée du Sud.
- Atelier Brognard, Rueil-Malmaison, France
- Arthotèque de Pessac, Les Arts au mur, Paris, France.
- Jeune Collection II, galerie Couteron, Paris, France.
- Musée du Montparnasse, Paris, France.
- “The drawing hand”, galerie Magda Danysz, Paris, France.
- 21e Rencontres Photographiques de Solignac, Limoges, France.
- 9e Transphotographiques 2008, Tri Postal, Lille, France.
- 29e Estivales Photographiques du Trégor, l'imagerie de Lannion, France.
- Voies Off, Arles, France.
- “Play”, galerie Magda Danysz, Paris, France.
- Tongli Young Photography Festival, Tongli, Chine.
- Centre Culturel Jean-Houdremont, La Courneuve, France.
- Galerie Boltanski, Centre Culturel du Blanc-Mesnil, France.
- Résonances industrielles, L'Usine, La Plaine Saint-Denis, France.

## Prix
En 2007, il est lauréat du prix Arcimboldo pour la création numérique pour sa série Little Dolls. 
« Avec ses effrayantes "petites poupées", visages d'enfants indûment vieillis, Alain Delorme a remporté haut la main et à la quasi-unanimité l'édition 2007 du Prix Arcimboldo ».